# Leucotea
Leucotea (in greco antico: Λευκοθέα?, Leukothéā) e letteralmente "dea bianca", da intendersi forse come "'la dea che scorre sulla schiuma del mare" è un personaggio della mitologia greca ed è una divinità del mare.

Nella mitologia romana viene identificata con la dea Mater Matuta.

## Genealogia
A seconda delle versioni Leucotea non è stata generata e non ha avuto sposo. Fu trasformata in dea da Ponto, o da Poseidone dalla mortale Ino, cosi come suo figlio Melicerte divenne Palemone.

## Mitologia

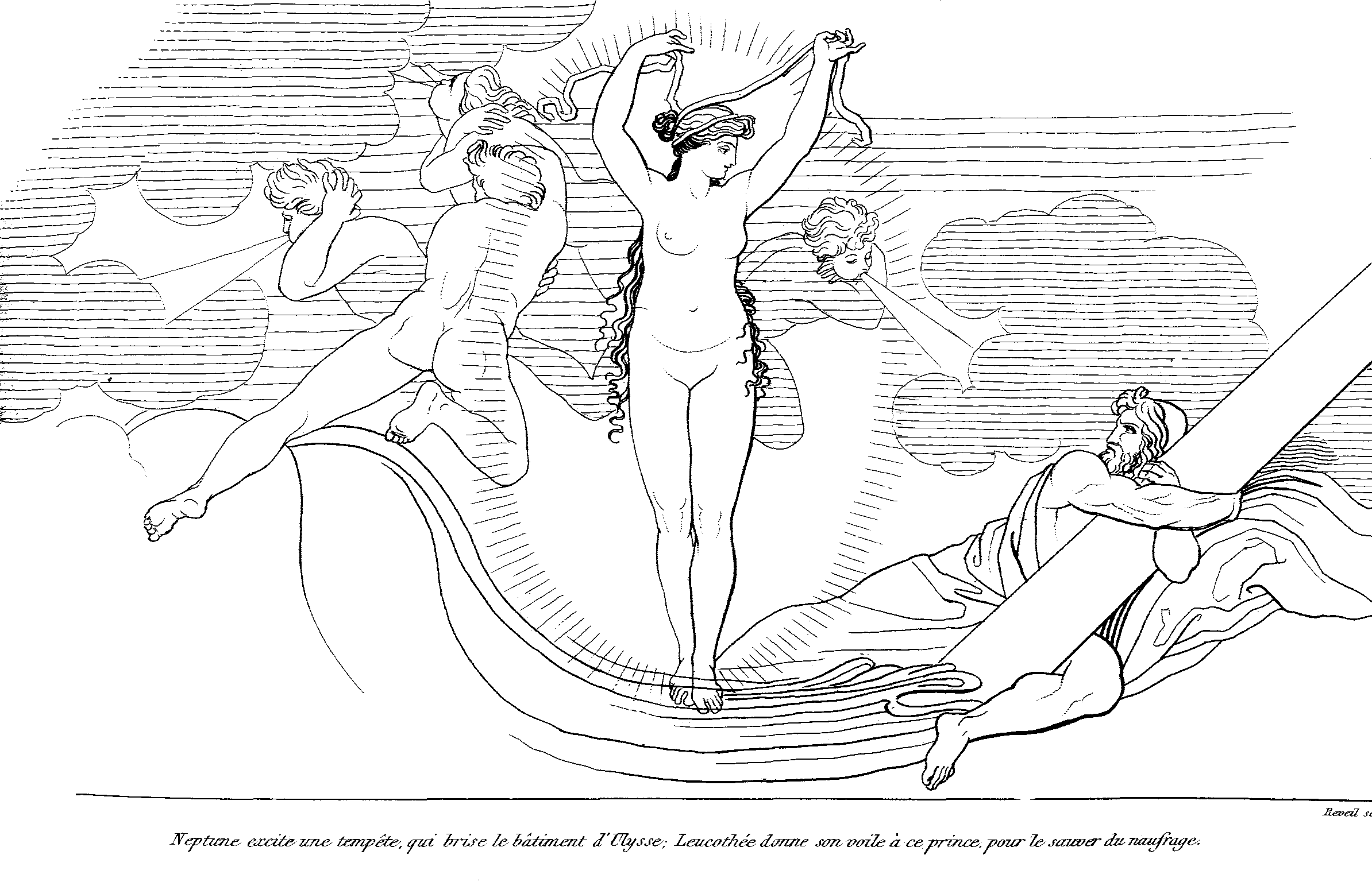
Leucotea scioglie il velo dai capelli per darlo ad Odisseo John Flaxman (1810)

Di Leucotea, la "dea marina bianca" ed a volte invocata dai marinai in difficoltà, si ha l'esempio più esplicito nell'Odissea quando Omero scrive che emerge dal mare e dona un velo ad Odisseo, quasi naufrago ed in balia dei venti mentre, a riguardo della sua adorazione terrena, ne esiste traccia tra gli scritti di Alcmane che, nel settimo secolo a.C., scriveva dell'esistenza di un santuario a lei dedicato.
Se si considera che la tradizione mitologica dei greci è sempre stata quella di attribuire ad ogni personaggio divino un'ascendenza immortale, la figura di Leucotea rappresenta un'eccezione poiché nei suoi riguardi non esiste alcuna testimonianza che confermi questa consuetudine ed invece sono molte le opere (o leggende) che le attribuiscono un'origine umana.

### Le origini mortali
Tra le due versioni che fanno risalire Leucotea ad una precedente donna mortale, la più diffusa porta ad Ino che, nel riassunto dei suoi svariati miti, commise (o assistette a) un crimine verso i suoi figli ed in seguito si gettò nel mare. 

Ino fu poi tramutata in Leucotea per volere degli dei.
Diversamente dal numero di autori che scrivono di Ino, uno solo (Diodoro Siculo, che tra l'altro non scrive di Ino), racconta di una ninfa di nome Alia che si gettò nel mare per la vergogna della violenza subita dai suoi stessi figli. 

Anche Alia prese in seguito il nome di Leucotea.
Nella consuetudine delle diverse leggende il contatto del corpo mortale con il mare trasforma la protagonista in una Dea.

### Apoteosi del personaggio
Dopo che si gettò in mare, Leucotea fu trasportata da un delfino fino alle spiagge di Corinto dove il re locale (Sisifo) istituì i Giochi Istmici e delle celebrazioni annuali in suo onore.
Nella vicina Megaride la tradizione invece dice che furono le onde a portarne il corpo a riva e che fu trovato e seppellito da due donne vergini.
A Rodi, l'isola di cui scrive Diodoro Siculo, divenne dea dopo essersi gettata in mare.
Il latino Cicerone asserisce che è da ritenersi divina come Leucotea in Grecia ed a Roma con il nome di Matuta.

### IlVortice di Alba Domna
Il mito di Leucotea è stato da alcuni legato all'Alto Ionio Cosentino, in Calabria, e più precisamente all'area costiera prospiciente la Torre di Albidona. Secondo la leggenda, è qui che dimora la dea, la quale di tanto in tanto si affaccia in superficie, generando un grande vortice, che alcune antiche carte geografiche indicano come Vortice di Alba Domna o di Albidona.
Leucotea, infatti, in greco significa proprio "dea bianca". Da qui si può presupporre anche l'etimologia del toponimo Albidona, derivante proprio dal latino alba domna (cioè "signora bianca"), derivante a sua volta da Λευκοθέαā (cioè "dea bianca").
Lo stesso vortice, secondo quanto narra lo storico Eliano, sarebbe stato responsabile dell'affondamento di 300 navi della flotta inviata nel 377 a.C. da Dionigi il Vecchio, tiranno di Siracusa, per sconfiggere la città di Thurii.
A qualche miglio dalla battigia albidonese (nei pressi della Secca o Banco di Amendolara), invece, la leggende vuole invece collocata l'omerica isola di Ogigia, dove Ulisse, di ritorno verso Itaca, incontra la dea Calipso.

## Culto di Leucotea
Il culto, i templi ed i monumenti dedicati a Leucotea, si estendeva dalla Grecia continentale, alle isole egee, alle coste del Mar Nero e fino all'Etruria.
La più antica attestazione giunta a noi del culto di Leucotea e risalente al III secolo a.C. è una stele in marmo rinvenuta a Larissa oggi conservata all'Archaeological and Byzantine Myseum of Larissa di Volos.
Nella mitologia romana viene identificata con la dea Mater Matuta, e Leucotea si ricollega Ovidio, per spiegare l'usanza romana di portare in braccio al tempio di Mater Matuta in occasione della festività dei Matralia, non i propri figli ma quelli dei fratelli.

## Autori contemporanei
Leucotea viene citata più volte nell'opera Dialoghi con Leucò di Cesare Pavese e in uno dei Cantos di Ezra Pound.